# Guitar Hero (spelserie)

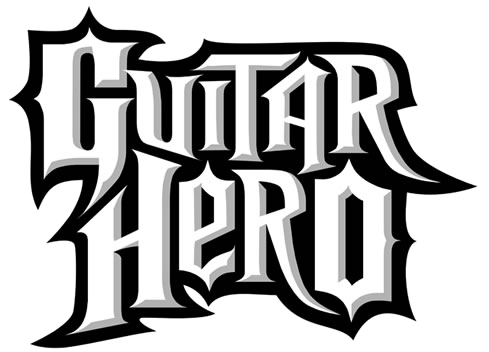
Guitar Heros logotyp

Guitar Hero är en populär spelserie för närvarande bestående av fjorton spel, varav sex huvudspel, expansioner och två bärbara spel. Spelen är musikspel som spelas med en spelkontroll i form av en gitarr med fem knappar i olika färger. Det spelas genom att spelaren trycker på den knapp som motsvarar rätt not i låten som spelas.

## Spel i serien
- Guitar Hero släpptes den 27 april 2006 till Playstation 2.
- Guitar Hero II släpptes den 24 november 2006 till Playstation 2, och den 6 april 2007 till Xbox 360.
- Guitar Hero Encore: Rocks the 80s släpptes den 27 juli 2007 till Playstation 2.
- Guitar Hero III: Legends of Rock släpptes den 23 november 2007 till Macintosh, PC, Playstation 2, Playstation 3, Wii och Xbox 360.
- Guitar Hero: Aerosmith släpptes den 27 juni 2008 till Playstation 2, Playstation 3 och Xbox 360, samt den 11 juli 2008 till Wii.
- Guitar Hero: On Tour släpptes den 18 juli 2008 till Nintendo DS.
- Guitar Hero World Tour släpptes den 21 november 2008 till Playstation 2, Playstation 3, Wii och Xbox 360. Det ska även släppas till PC och Macintosh under tredje kvartalet 2009.
- Guitar Hero On Tour: Decades släpptes den 14 november 2008 till Nintendo DS.
- Guitar Hero: Metallica släpptes den 22 maj 2009 till Playstation 2, Playstation 3, Wii och Xbox 360.
- Guitar Hero: Greatest Hits släpptes den 12 juli 2009 till Playstation 2, Playstation 3, Wii och Xbox 360.
- Guitar Hero 5 släpptes den 11 september 2009 till Playstation 2, Playstation 3, Wii och Xbox 360.
- Guitar Hero: Van Halen släpptes under 2010 till Wii, Playstation 2, Playstation 3 och Xbox 360.
- Guitar Hero On Tour: Modern Hits släpptes den 9 juni 2009 till Nintendo DS
- Guitar Hero: Warriors of Rock släpptes den 24 september 2010 till Playstation 3, Wii och Xbox 360
- Guitar Hero Live släpptes den 20 oktober 2015 till Playstation 4, Wii U, Xbox One, PlayStation 3 och Xbox 360.